# Januar 1997
Portal Geschichte | Portal Biografien | Aktuelle Ereignisse | Jahreskalender | Tagesartikel

◄ |
19. Jahrhundert |
20. Jahrhundert
| 21. Jahrhundert

◄ |
1960er |
1970er |
1980er |
1990er
| 2000er | 2010er | 2020er | ►

◄ |
1993 |
1994 |
1995 |
1996 |
1997
| 1998 | 1999 | 2000 | 2001 | ►

◄ |
Oktober 1996 |
November 1996 |
Dezember 1996 |
Januar 1997 |
Februar 1997 |
März 1997 |
April 1997 |
►
Dieser Artikel behandelt aktuelle Nachrichten und Ereignisse im Januar 1997.

## Tagesgeschehen

### Mittwoch, 1. Januar 1997

Logo des Kinderkanals

- Bern/Schweiz: Der CVP-Politiker Arnold Koller, Bundespräsident von 1990, übernimmt zum zweiten Mal das Amt des Bundespräsidenten.[1]
- Den Haag/Niederlande: Die Niederlande übernehmen von Irland den Vorsitz im Rat der Europäischen Union. Das Amt des Regierungschefs der EG erhält Wim Kok.[2]
- Erfurt/Deutschland: Der von den Anstalten des öffentlichen Rechts ARD und ZDF gemeinsam getragene Fernsehsender Kinderkanal startet den Sendebetrieb. Er strahlt bereits vorhandene Kinder-TV-Sendungen von ARD und ZDF aus, während diese ihr Angebot im Bereich Kinderfernsehen zurückfahren wollen.[3]
- New York/Vereinigte Staaten: Der Ghanaer Kofi Annan übernimmt als Nachfolger Boutros Boutros-Ghalis das Amt des Generalsekretärs der Vereinten Nationen.[4]
- New York/Vereinigte Staaten: Costa Rica, Japan, Kenia, Portugal und Schweden werden neue nichtständige Mitglieder im Sicherheitsrat der Vereinten Nationen.[5]
- Paris/Frankreich: Die Organisation für Erziehung, Wissenschaft und Kultur der Vereinten Nationen nimmt das Vereinigte Königreich nach elfjähriger Unterbrechung wieder als Mitglied auf. Seine letztmalige Mitgliedschaft beendete das Vereinigte Königreich 1985 wegen politischer Differenzen mit den Führungspersonen der Organisation.[6][7]

### Donnerstag, 2. Januar 1997
- Singapur/Singapur: Bei der Parlamentswahl gewinnt die Volksaktionspartei 81 der 83 zu vergebenden Sitze im Parlament.[8]

### Samstag, 4. Januar 1997
- Hamburg/Deutschland: Die Zeitschrift Der Spiegel begeht den 50. Jahrestag des erstmaligen Erscheinens. Am 4. Januar 1947 gab Rudolf Augstein in Hannover die erste Ausgabe im Verlag Land und Garten heraus und diente damit der Reeducation (deutsch Wiederumerziehung) der Deutschen zu Demokraten, was z. B. in der Britischen Besatzungszone als Voraussetzung eines lang anhaltenden Friedens in Europa betrachtet wurde. Jedoch steht aktuell die Anfangszeit des Magazins in der Kritik, weil damals die so genannte „Blattlinie“ auch nationalistische Ideen tolerierte.[9][10]

### Montag, 6. Januar 1997
- Bischofshofen/Österreich: Der Slowene Primož Peterka gewinnt vor dem Österreicher Andreas Goldberger die 45. Vierschanzentournee.[11]

### Freitag, 10. Januar 1997
- Berlin/Deutschland: Die Ausstellung „Victoria & Albert, Vicky & The Kaiser“ über das Haus Hannover zeigt im Deutschen Historischen Museum u. a. die Krone des Königreichs Hannover. Gemeinsam mit dem Leichnam von Georg V. von Hannover wurde sie 1878 nach London gebracht und anlässlich der Ausstellung restauriert.[12]

### Sonntag, 19. Januar 1997
- Beverly Hills/Vereinigte Staaten: Bei der Verleihung der 54. Golden Globe Awards werden die Amerikaner Brenda Blethyn, Tom Cruise und Madonna sowie der Australier Geoffrey Rush als beste Hauptdarsteller in einem Kinofilm ausgezeichnet. Mit dem Preis für den besten Kinofilm (Drama) wird das Werk Der englische Patient des britischen Regisseurs Anthony Minghella prämiert.[13][14]

### Montag, 20. Januar 1997

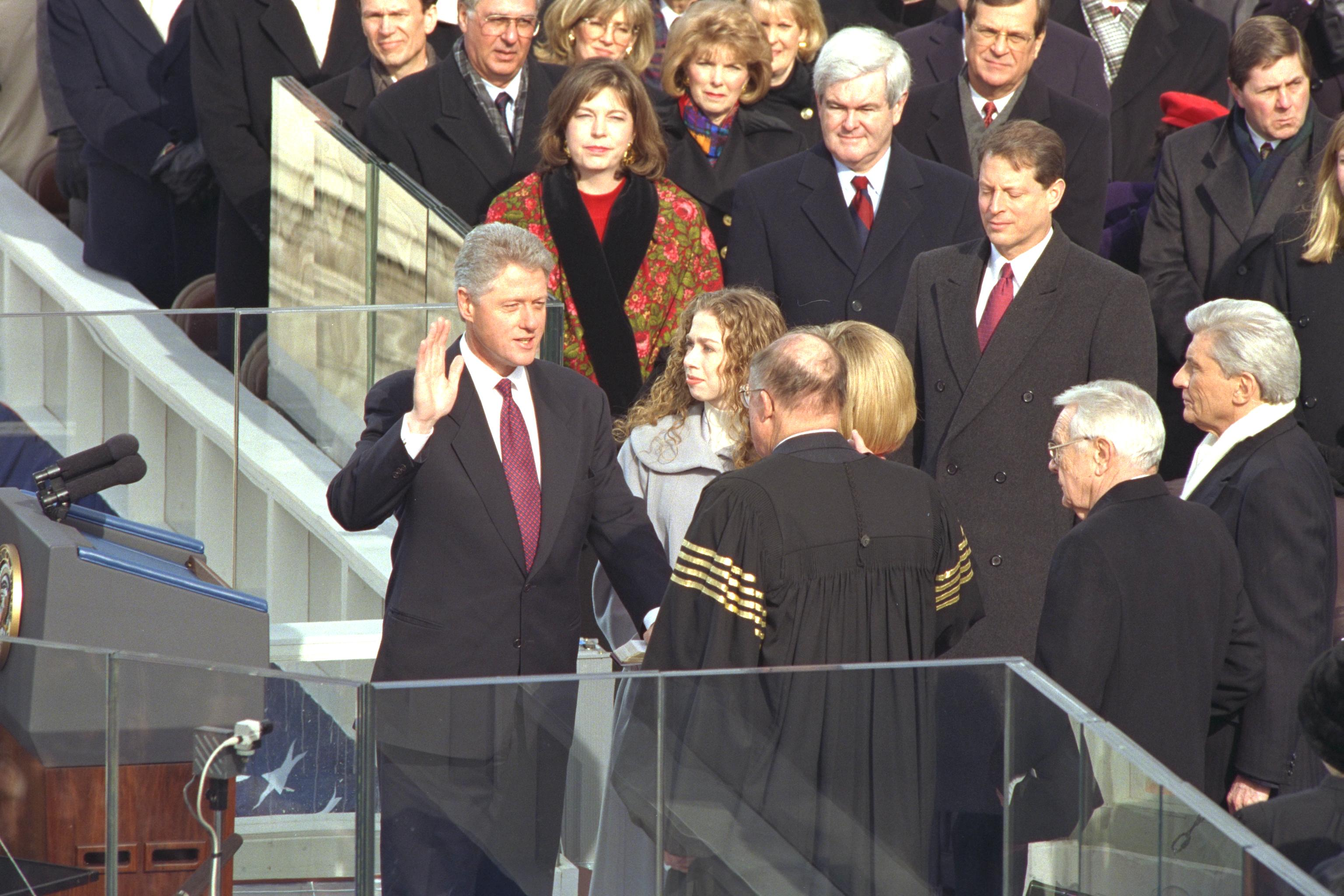
Bill Clinton

- New York/Vereinigte Staaten: Der Sicherheitsrat der Vereinten Nationen beschließt in seiner Resolution 1094 eine Verifikationsmission in Guatemala, welche die Einhaltung des vor rund drei Wochen besiegelten Waffenstillstands im dortigen Bürgerkrieg sowie die Entwaffnung der Unidad Revolucionaria Nacional Guatemalteca überwachen soll.[15]
- Washington, D.C./Vereinigte Staaten: Bill Clinton von der Demokratischen Partei wird für seine zweite Amtszeit als Präsident der Vereinigten Staaten vereidigt. Zu diesem Anlass versammeln sich in Washington rund 250.000 Menschen.[16]
- Wien/Österreich: Bundeskanzler Franz Vranitzky (SPÖ) kündigt seinen Rücktritt vom Amt als österreichischer Regierungschef sowie als Parteiobmann der SPÖ an. Zuletzt trübte sich das Verhältnis seiner Partei zu ihrem Koalitionspartner ÖVP ein, weil die Bank Austria, die personell der SPÖ Wien nahesteht, die Aktienmehrheit am Creditanstalt-Bankverein erwarb. Wolfgang Schüssel, Bundesobmann der ÖVP, sprach sich im Vorfeld gegen die Übernahme aus.[17]

### Dienstag, 21. Januar 1997
- Prag/Tschechische Republik: Der deutsche Bundeskanzler Helmut Kohl, der deutsche Außenminister Klaus Kinkel, der tschechische Ministerpräsident Václav Klaus und der tschechische Außenminister Josef Zieleniec unterzeichnen die Deutsch-Tschechische Erklärung über die gegenseitigen Beziehungen und deren künftige Entwicklung. Beide Seiten erklären, dass die Beziehungen nicht durch vergangene Ereignisse belastet sein sollen, zum Beispiel durch Geschehnisse während der Zeit des Nationalsozialismus oder in der Nachkriegszeit. In Punkt 4 ist festgehalten, dass jede Seite die Rechtsauffassung der anderen Seite respektiert.[18]

### Freitag, 24. Januar 1997
- Berlin/Deutschland: Der Wissenschaftsrat stellt eine andauernde defizitäre Finanzlage der Berliner Hochschulmedizin fest, weil durch die Teilung der Stadt in Ost und West beiderseits große Kapazitäten aufgebaut wurden. Der Rat empfiehlt eine Bündelung der Standorte unter Führung des Universitätsklinikums Charité im Bezirk Mitte.[19]
- Mannheim/Deutschland: Das Landgericht verurteilt Peter Graf, den Vater der Tennisspielerin Steffi Graf, wegen Steuerhinterziehung zu einer Freiheitsstrafe von drei Jahren und neun Monaten sowie dessen Berater Joachim Eckardt zu zwei Jahren und sechs Monaten.[20]

### Samstag, 25. Januar 1997
- Lohme/Deutschland: Die Küstenfunkstelle Rügen Radio stellt den Seefunkdienst ein. Als letzte deutsche Küstenfunkstelle für die Kommunikation auf Ultrakurzwelle verbleibt das Norddeich Radio in der niedersächsischen Stadt Norden.[21]

### Sonntag, 26. Januar 1997
- New Orleans/Vereinigte Staaten: Der Super Bowl XXXI im American Football zwischen den Green Bay Packers und den New England Patriots endet 35:21.[22]

### Montag, 27. Januar 1997
- Grosny/Russland: Das ehemalige Oberhaupt der vergeblich um ihre Unabhängigkeit kämpfenden provisorischen „Tschetschenischen Republik Itschkerien“ Aslan Maschadow erreicht in der ersten Runde der Präsidentschaftswahlen der Republik die absolute Mehrheit der Wählerstimmen. Alle Präsidentschaftskandidaten warben mit ihrer tiefen Verwurzelung in der islamischen Religion.[23][24]

### Dienstag, 28. Januar 1997
- Wien/Österreich: Wenige Tage nach dem Rücktritt von Bundeskanzler Franz Vranitzky (SPÖ) gelobt Bundespräsident Thomas Klestil (ÖVP) die umgebildete Bundesregierung unter dem neuen Kanzler Viktor Klima (SPÖ) an. Wie unter Vranitzky bilden sowohl Parteiangehörige der SPÖ als auch Mitglieder der ÖVP die Regierung.[25]